# Offensive des Cent-Jours
Pour les articles homonymes, voir Cent-Jours (homonymie).
Première Guerre mondiale
Batailles
Front d'Europe de l’Ouest
- Liège (8-1914)
- Namur (8-1914)
- Frontières (8-1914)
- Anvers (9-1914)
- Grande Retraite (9-1914)
- Marne (9-1914)
- Course à la mer (9-1914)
- Yser (10-1914)
- Messines (10-1914)
- Ypres (10-1914)
- Givenchy (12-1914)
- 1re Champagne (12-1914)
- Hartmannswillerkopf (1-1915)
- Neuve-Chapelle (3-1915)
- 2e Ypres (4-1915)
- Colline 60 (4-1915)
- Artois (5-1915)
- Festubert (5-1915)
- Quennevières (6-1915)
- Linge (7-1915)
- 2e Artois (9-1915)
- 2e Champagne (9-1915)
- Loos (9-1915)
- Verdun (2-1916)
- Redoute Hohenzollern (3-1916)
- Hulluch (4-1916)
- 1re Somme (7-1916)
- Fromelles (7-1916)
- Arras (4-1917)
- Vimy (4-1917)
- Chemin des Dames (4-1917)
- 3e Champagne (4-1917)
- 2e Messines (6-1917)
- Passchendaele (7-1917)
- Cote 70 (8-1917)
- 2e Verdun (8-1917)
- Malmaison (10-1917)
- Cambrai (11-1917)
- Bombardements de Paris (1-1918)
- Offensive du Printemps (3-1918)
- Lys (4-1918)
- Aisne (5-1918)
- Bois Belleau (6-1918)
- 2e Marne (7-1918)
- 4e Champagne (7-1918)
- Château-Thierry (7-1918)
- Le Hamel (7-1918)
- Amiens (8-1918)
- Cent-Jours (8-1918)
- 2e Somme (9-1918)
- Bataille de la ligne Hindenburg
- Meuse-Argonne (10-1918)
- Cambrai (10-1918)

Front italien
Front d'Europe de l’Est
Front des Balkans
Front du Moyen-Orient
Front africain
Bataille de l'Atlantique
L’offensive des Cent-Jours est l'appellation principalement utilisée dans les pays anglo-saxons pour désigner l'ultime offensive conduite par les Alliés de la Première Guerre mondiale contre les Empires centraux sur le front de l'Ouest, du 8 août 1918 au 11 novembre 1918. Au Canada francophone, on l'appelle aussi parfois « Les cent jours du Canada » en référence au rôle important joué par le Corps canadien de la première armée britannique.
Pour l'armée française, il s'agit des contre-offensives Foch, subdivisées ainsi : 
| Batailles d'ensemble                                                       | Batailles                                                                  |
| -------------------------------------------------------------------------- | -------------------------------------------------------------------------- |
| Troisième bataille de Picardie (8 août au 14 septembre 1918)               | Bataille d'Amiens (8 août au 11 août)                                      |
| Troisième bataille de Picardie (8 août au 14 septembre 1918)               | 2e bataille de Noyon ou bataille de l'Oise et de l'Ailette (17 au 29 août) |
| Poussée vers la ligne Hindenburg (29 août au 20 septembre 1918)            | Bataille de Savy-Dallon (10 au 20 septembre)                               |
| Poussée vers la ligne Hindenburg (29 août au 20 septembre 1918)            | Bataille de Vauxaillon (14 au 15 septembre)                                |
| Poussée vers la ligne Hindenburg (29 août au 20 septembre 1918)            | Bataille de Saint-Mihiel (12 au 13 septembre)                              |
| Bataille de Champagne et d’Argonne (26 septembre au 15 octobre 1918)       | Bataille de Montfaucon (26 septembre au 15 octobre)                        |
| Bataille de Champagne et d’Argonne (26 septembre au 15 octobre 1918)       | Bataille de Somme-Py (26 septembre au 4 octobre)                           |
| Bataille de Champagne et d’Argonne (26 septembre au 15 octobre 1918)       | Bataille de Saint-Thierry (30 septembre au 4 octobre)                      |
| Bataille de l’Oise, de la Serre et de l’Aisne (29 septembre au 30 octobre) | Bataille de Saint-Quentin (25 septembre au 14 octobre)                     |
| Bataille de l’Oise, de la Serre et de l’Aisne (29 septembre au 30 octobre) | Bataille de Mont d’Origny (15 au 20 octobre)                               |
| Bataille de l’Oise, de la Serre et de l’Aisne (29 septembre au 30 octobre) | Bataille de la Serre (20 au 30 octobre)                                    |
| Bataille de l’Oise, de la Serre et de l’Aisne (29 septembre au 30 octobre) | Bataille du Chesne et de Buzancy (1er au 5 novembre 1918)                  |
| Bataille de l’Oise, de la Serre et de l’Aisne (29 septembre au 30 octobre) | 2e bataille de Guise (4 au 5 novembre)                                     |
| 2e bataille de Belgique (28 septembre au 11 novembre)                      | Bataille des crêtes de Flandres (27 septembre au 10 octobre)               |
| 2e bataille de Belgique (28 septembre au 11 novembre)                      | Bataille de Roulers (14 au 15 octobre)                                     |
| 2e bataille de Belgique (28 septembre au 11 novembre)                      | Bataille de la Lys et de l'Escaut (20 octobre au 11 novembre)              |
| Poussée vers la Meuse (5 au 11 novembre)                                   | Bataille de Thiérache (6 au 11 novembre)                                   |
| Poussée vers la Meuse (5 au 11 novembre)                                   | Bataille de Mézières (8 au 11 novembre)                                    |

Cette série d'attaques est plus rapide que les offensives allemandes de mars à juillet, et fait craquer le front à chaque fois, avec pour résultat la démoralisation définitive des armées allemandes et leur retraite, conclue par l'armistice signé à Compiègne et qui met fin aux opérations.

## Circonstances
Les grandes offensives allemandes sur le front de l'Ouest débutées avec l'opération Michael en mars 1918 ont tourné court en juillet. Les Allemands ont réussi à atteindre la Marne mais n'ont pas obtenu la percée décisive qu'ils recherchaient. Lorsque ces offensives prirent fin en juillet, le commandant suprême des forces alliées, le maréchal français Foch, ordonna une contre-offensive qui est connue sous le nom de seconde bataille de la Marne. Les Allemands, se rendant compte que leur position était intenable, se retirèrent de la Marne vers le nord.
Foch estima alors que le moment était venu pour les Alliés de repasser à l'offensive. Les Américains étaient désormais nombreux en France et leur présence avait ravivé le moral des troupes. Leur commandant, le général John Pershing, tenait à utiliser son armée de façon indépendante. L'armée britannique avait quant à elle été renforcée par un grand nombre de soldats de retour de campagnes en Palestine et en Italie et par un grand nombre de réservistes retenus auparavant en Grande-Bretagne par le Premier ministre David Lloyd George.
Foch approuva une proposition du maréchal Douglas Haig, commandant du corps expéditionnaire britannique, d'attaquer sur la Somme, à l'est d'Amiens et au sud-ouest du champ de bataille de la Somme en 1916. La Somme a été choisie comme site approprié pour l'offensive pour plusieurs raisons. Comme en 1916, elle constituait la limite entre les armées britanniques et françaises, matérialisée par la route Amiens-Roye, permettant aux deux armées de coopérer. Ensuite, la campagne picarde fournissait un bon terrain pour les chars, ce qui n'était pas le cas en Flandre. Enfin, les défenses allemandes, assurées par la deuxième armée allemande du général Georg von der Marwitz, étaient relativement faibles, ayant été soumises à des incursions continuelles par les Australiens dans un processus appelé Peaceful Penetration.

## Les batailles

### Bataille d'Amiens

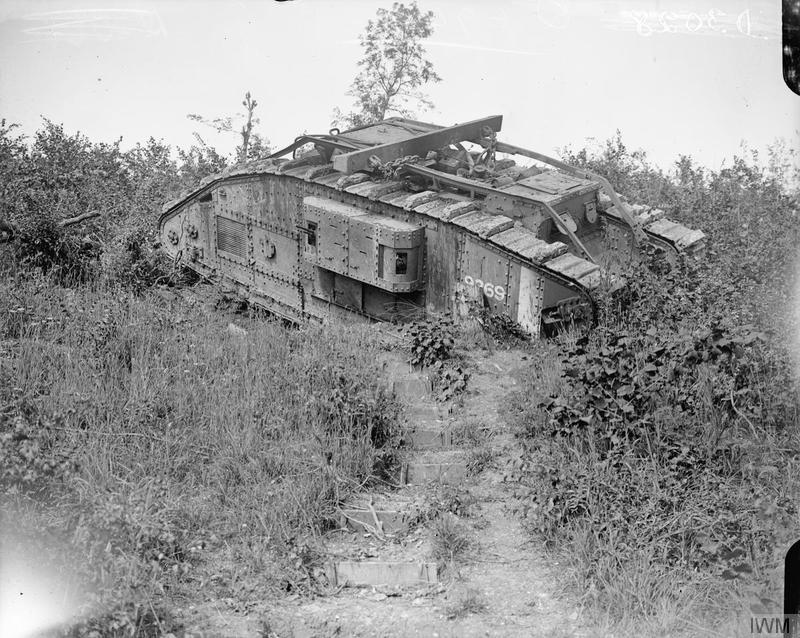
10 Août 1918, Bataille d’Amiens.

La bataille d'Amiens débuta le 8 août 1918 par l'assaut de plus de dix divisions alliées (australiennes, canadiennes, britanniques et françaises) avec plus de 500 chars. Grâce à une préparation minutieuse, les Alliés bénéficièrent d'une surprise totale,. L'attaque, menée par le Corps australien et le Corps canadien de la quatrième armée britannique, réussit à percer les lignes allemandes que les chars purent ainsi prendre à revers, semant panique et confusion. À la fin de la journée, une avancée de 24 kilomètres de long avait été créée dans les lignes allemandes au sud de la Somme. Les Alliés avaient fait 17 000 prisonniers et s'étaient emparés de 330 canons. Le total des pertes allemandes est estimé à 30 000, le 8 août, alors que les Alliés ont eu environ 6 500 tués, blessés et disparus. L'effondrement du moral allemand conduisit Erich Ludendorff à surnommer ce jour « le jour noir de l'armée allemande ».
L'avancée se poursuivit pendant encore trois jours mais sans les résultats spectaculaires du 8 août, leur avancée rapide privant les assaillants du soutien de l'artillerie et de certains approvisionnements. Au cours de ces trois jours, les Alliés ont cependant réussi à avancer de 19 kilomètres supplémentaires, certes moins que l'avance du seul premier jour, les Allemands ayant entre-temps reçu des renforts. Le 10 août, les Allemands commencèrent à se retirer du saillant qu'ils avaient réussi à occuper pendant l'opération Michael en mars et se replièrent sur la ligne Hindenburg.

### Bataille de la Somme

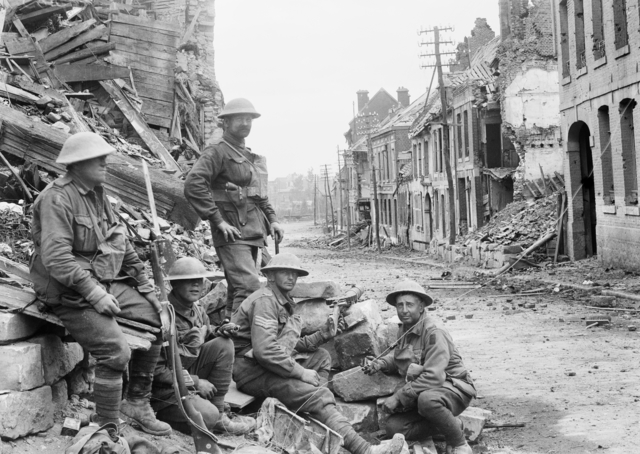
1 septembre 1918, Péronne (Somme). Position de mitrailleuse établie par le australien durant son attaque des forces allemandes.

Le 15 août 1918, Foch demanda à Haig de poursuivre l'offensive d'Amiens, même si l'attaque souffrait du manque d'approvisionnements et d'artillerie et si des réserves allemandes avaient été amenées sur le secteur. Haig refusa et se prépara à lancer une nouvelle offensive de la IIIe armée britannique sur Albert qui débuta le 21 août.
L'offensive fut un succès, obligeant la seconde armée allemande à se retirer de 55 kilomètres. Albert fut pris le 22 août. L'attaque fut élargie au sud par la Xe armée française à partir du 17 août, qui s'empara de la ville de Noyon le 29 août. Le 26 août, au nord de l'attaque initiale, la Première armée britannique lança un nouvel assaut qui permit de progresser de 12 kilomètres lors de la deuxième bataille d'Arras. Bapaume tomba le 29 août. Lorsque l'artillerie et les munitions eurent été avancées, les Britanniques de la IVe Armée reprirent l'offensive et le corps australien traversa la Somme dans la nuit du 31 août, brisant les lignes allemandes à Mont-Saint-Quentin et Péronne. Le commandant de la IVe Armée britannique, le général Henry Rawlinson, décrivit la progression australienne du 31 août au 4 septembre comme le plus grand exploit militaire de la guerre.
Le 2 septembre, les Allemands avaient dû se replier sur la ligne Hindenburg d'où ils avaient lancé leur offensive au printemps.

### Autres batailles durant l'avancée sur la ligne Hindenburg
Il y eut également d'autres batailles durant l'avancée des Alliés sur la ligne Hindenburg, celles de Savy-Dallon le 10 septembre, d'Havrincourt le 12, de Vauxaillon le 14 et d'Épehy le 18. Ces engagements considérés comme mineurs scandent la retraite allemande sur l'ensemble du front occidental en septembre 1918.

#### Bataille de Savy-Dallon
Du 10 au 22 septembre, la 1re armée Debeney, entre Saint-Quentin et La Fère, s'empare des premières avancées de la ligne Hindenburg.

Le 18 septembre, l'armée Debeney (36e et 31e corps), étendue jusqu'au sud de l'Oise, attaque et après avoir enlevé l'épine de Dallon (sud ouest de St Quentin) par les 40e, 102e, 119e Bataillon de chasseurs, 321e et 401e régiments d’infanterie aidés du 265e RAC, Castres et Essigny-le-Grand (13e,29e,39e régiment d’infanterie et le 210e régiment d’artillerie), borde la vallée de l'Oise, de Vendeuil à La Fère.

#### Bataille de Vauxaillon
Le 14 septembre, Mangin (Xe armée) attaque au Moulin de Laffaux (128e DI) et sur Allemant (1er corps), puis emporte le plateau est de Vauxaillon et le mont des Singes (30e corps), Sancy, la ferme des Loges et Vailly. Ce jour-là, les régiments de la 41e division  (23e, 4e ,128e) de la 128e division  (167e, 168e, 169e), de la 5e division  (5e, 74e, 224e) sur un front de 1 500 mètres, capturent 2 500 prisonniers. Au sud du massif de Saint-Gobain, les premières défenses de la ligne Hindenburg sont ébréchées.
- VAUXAILLON 1918 est inscrit sur le drapeau des régiments engagés lors de cette bataille.

### Batailles de la ligne Hindenburg
Foch planifia alors une grande offensive concentrique sur les lignes allemandes en France, les divers axes de progression convergeant sur Liège en Belgique.
Les principales défenses allemandes étaient ancrées sur la ligne Hindenburg, une série de fortifications défensives qui s'étendaient de Cerny sur l'Aisne à Arras. Avant le début de la principale offensive de Foch, les derniers saillants allemands restants à l'ouest et à l'est de la ligne furent enfoncés à Havrincourt et à Saint-Mihiel, le 12 septembre et à Épehy et sur le canal du Nord le 27 septembre.
La première attaque de la grande offensive de Foch fut lancée le 26 septembre par le corps expéditionnaire américain dans l'offensive Meuse-Argonne. Deux jours plus tard, le groupe d'armées d'Albert Ier de Belgique et la seconde armée britannique du général Herbert Plumer) lancèrent une attaque près d'Ypres en Flandre (la cinquième bataille d'Ypres). Les deux assaillants progressèrent bien au début mais furent ensuite ralentis par des problèmes logistiques.
Du 27 au 29 septembre 1918, les Canadiens de la 5ème Brigade d'infanterie canadienne prennent pied dans le petit village de Chérisy (sud-est d'Arras) situé derrière les installations de la Ligne Hindenburg dans ce secteur. Cette percée constituera le point de départ de la retraite allemande en Artois. L'attaque aura coûté entre autres la quasi-totalité du 22ème bataillon Canadien-Français.
Le 29 septembre, Haig lança l'attaque principale contre la ligne Hindenburg (la bataille du canal Saint Quentin) avec la IVe Armée britannique. Le 5 octobre, la IVe Armée britannique avait brisé les défenses de la ligne Hindenburg sur toute sa longueur. Rawlinson écrivit: «Si les Boches [les Allemands] n'avaient pas montré de tels signes de démoralisation au cours du mois passé, je n'aurais jamais envisagé d'attaquer la ligne Hindenburg. Si elle avait été défendue par les Allemands d'il y a deux ans, elle aurait certainement été imprenable... " 
Pendant ce temps, le 8 octobre, les Ire et IIIe Armées britanniques, emmenées par le Corps canadien, franchissaient la ligne Hindenburg durant la bataille du canal du Nord.
Cet effondrement força le Haut Commandement allemand à accepter la fin de la guerre. L'évidence de la démoralisation allemande convainquit également de nombreux commandants des forces alliées et dirigeants politiques que la guerre pourrait être terminée en 1918, alors que les Alliés s'efforçaient de réunir une force suffisante pour lancer une vaste offensive décisive en 1919.

## La retraite allemande
Au cours du mois d'octobre, les armées allemandes durent se retirer de tous les territoires conquis en 1914. Les Alliés repoussèrent les Allemands sur la ligne de chemin de fer reliant Metz à Bruges (indiquée sur la carte en tête de cet article), qui avait servi à alimenter l'ensemble du front dans le nord de la France et la Belgique pendant une grande partie de la guerre. Lorsque les armées alliées atteignirent cette ligne, les Allemands furent contraints d'abandonner d'importantes quantités d'équipement lourd et de matériel, ce qui réduisit encore davantage leur moral et leur capacité de résistance.
Les pertes restèrent élevées dans l'ensemble des forces combattantes alliées ainsi que dans l'armée allemande en retraite. Des engagements d'arrière-garde eurent lieu à Ypres, Courtrai, Selle, Valenciennes, sur la Sambre et à Mons, avec des combats se poursuivant jusqu'aux dernières minutes avant l'armistice qui prit effet à 11 h le 11 novembre 1918. Un des derniers soldats à mourir fut le Canadien George Lawrence Price, à 10 h 58. Malgré cela, les tombes militaires présentent parfois des dates de décès postérieures au 11 novembre, il s'agit alors de soldats décédés des suites de leurs blessures survenues avant l'armistice.